# Familjebostäder i Göteborg

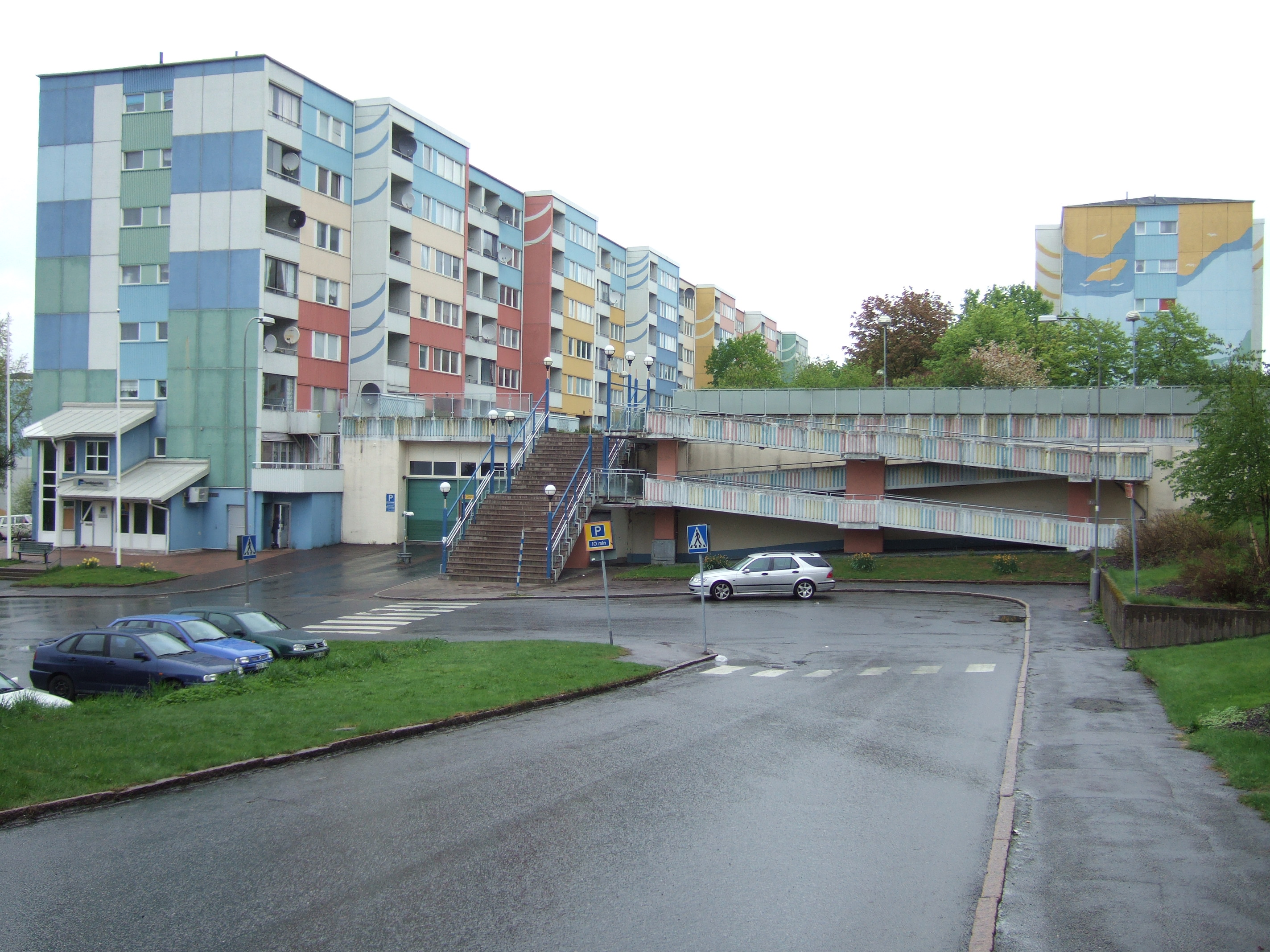
Några av Familjebostäders fastigheter på Siriusgatan i Bergsjön.

Familjebostäder i Göteborg AB äger och förvaltar drygt 18 500 hyreslägenheter i Göteborg. Företaget omsatte 1 082 miljoner kronor under 2010 och antalet anställda uppgick vid årsskiftet 2010–2011 till 228 stycken. Familjebostäder ingår i Förvaltnings AB Framtiden och är helägt av Göteborgs Stad.

## Historik
Stiftelsen familjebostäder i Göteborg tillkom genom beslut i Göteborgs stadsfullmäktige den 15 juni 1950, med förvärv och förvaltning av bostadsfastigheter som huvuduppgift. Verksamheten skulle endast finansieras med statligt eller kommunalt stöd. Till stiftelsens grundfond anvisades ett anslag på 100 000 kronor. Den ursprungliga bolagsstyrelsen bestod av ordförande John Fagerberg (s) och vice ordförande Harry Hjörne (fp) samt Torsten Henrikson (s), Holger Olsson (s), Bertil Burge (k), Rune Hansson (s) och Sven Gulin (h). Vid 1959 hade stiftelsen förvärvat cirka 4 000, i första hand nyproducerade, lägenheter i Göteborg.
År 1967 ombildades stiftelsen till aktiebolaget Familjebostäder i Göteborg AB. I protokollet står att det nybildade bolaget "genom byggnad och upprustning skall förbättra såväl den yttre som den inre miljön i de äldre bostadsbestånden”. 
Det var nu framförallt landshövdingehus i Majorna och Kungsladugård som förvärvades. Lägenheterna här saknade ofta vattenklosett, badrum och moderna kök. Familjebostäder sanerade och moderniserade fastigheterna kvartersvis. 1970 mottog Familjebostäder ett miljöpris ur Per och Alma Olssons fond och 1971 Handelstidningens miljöpris för "sin banbrytande restaurering av landshövdingehus. Arbetet präglas av känsla för den gamla bebyggelsens säregna karaktär. Det är ett efterföljansvärt alternativ till totalsanering. Genom fortsatta stadsplanemässiga åtgärder som nu förbereds, service, gågator, randparkeringar m m, kommer ett tilltalande stadsparti att leva vidare till glädje för de boende och alla i staden".
Under 1960- och 1970-talen växte Familjebostäders fastighetsbestånd även i de så kallade miljonprogramsområdena. Familjebostäder förvaltar idag större bostadsbestånd i bland annat Grevegården, Bergsjön och Gärdsås. 1985 övertog bolaget förvaltningen av stadsdelen Eriksbo (1 038 lägenheter) från AB Göteborgshem.  
1986 genomgick bolaget en stor omorganisation. Familjebostäder decentraliserades och ansvar samt befogenheter för förvaltning delades upp i sex olika distrikt. Huvudkontoret på Södra vägen fungerade som en stöd- och ledningsresurs.
Under 1990-talet arbetade bolaget med renoveringar och miljöarbete. 1997 vann Familjebostäder SABO:s kvalitetspris med anledning av sin miljöpolicy och miljöplan.
Under 2000-talet byggde Familjebostäder lägenheter i bland annat kvarteret Ostindiefararen och på Söderlingska ängen.
År 2010 började Familjebostäder att bygga 99 lägenheter på Riksdalersgatan. Inflyttning skedde löpande under hösten 2011. Tolv av dessa lägenheter är helt rökfria. Detta är de första Svanenmärkta flerbostadshusen med hyresrätter i Norden.

## Ekonomiska oegentligheter
I april 2010 uppdagade SVT:s Uppdrag granskning oegentligheter i samband med ett renoveringsarbete som byggherren Stefan Allbäck utfört för Familjebostäder i kvarteret Standaret i Majorna i Göteborg. Familjebostäder valde att polisanmäla den tjänsteman som ansvarat för renoveringen för grov trolöshet mot huvudman.

## Verkställande direktörer
- 1950–1979 Bertil Andreasson
- 1979–1988 Rune Carlsson
- 1988–1997 Lars Ranäng
- 1998–2002 Catarina Dahlöf
- 2002–2003 Karin Blomstrand (tf)
- 2003–2011 Agneta Kores
- 2012–2021 Per-Henrik Hartmann
- 2021– Thorbjörn Hammerth